# Cladomelea akermani
Cladomelea akermani là một loài nhện trong họ Araneidae.
Loài này thuộc chi Cladomelea. Cladomelea akermani được J. Hewitt miêu tả năm 1923.